# الرابطة الدولية لجمعيات طب الجلد
الرابطة الدولية لجمعيات طب الجلد (بالإنجليزية: The International League of Dermatological Societies)‏ ومختصرها (ILDS) هي منظمة غير حكومية تابعة لمنظمة الصحة العالمية. تأسست عام 1935. لم تعقد أي مؤتمر في بداية تأسيسها بسبب قيام الحرب العالمية الثانية، لكن مؤتمرها الأول عقد عام 1952.
تعد الرابطة الدولية لجمعيات طب الجلد المنظمة الأم للمؤسسة العالمية لطب الجلد التي تأسست عام 1987.
قامت الرابطة الدولية لجمعيات طب الجلد بعمل إضافات على الإصدار العاشر من التصنيف الدولي للأمراض في موضوع طب الجلد.

## روابط خارجية
- الموقع الرسمي